# Bulgares d'Albanie

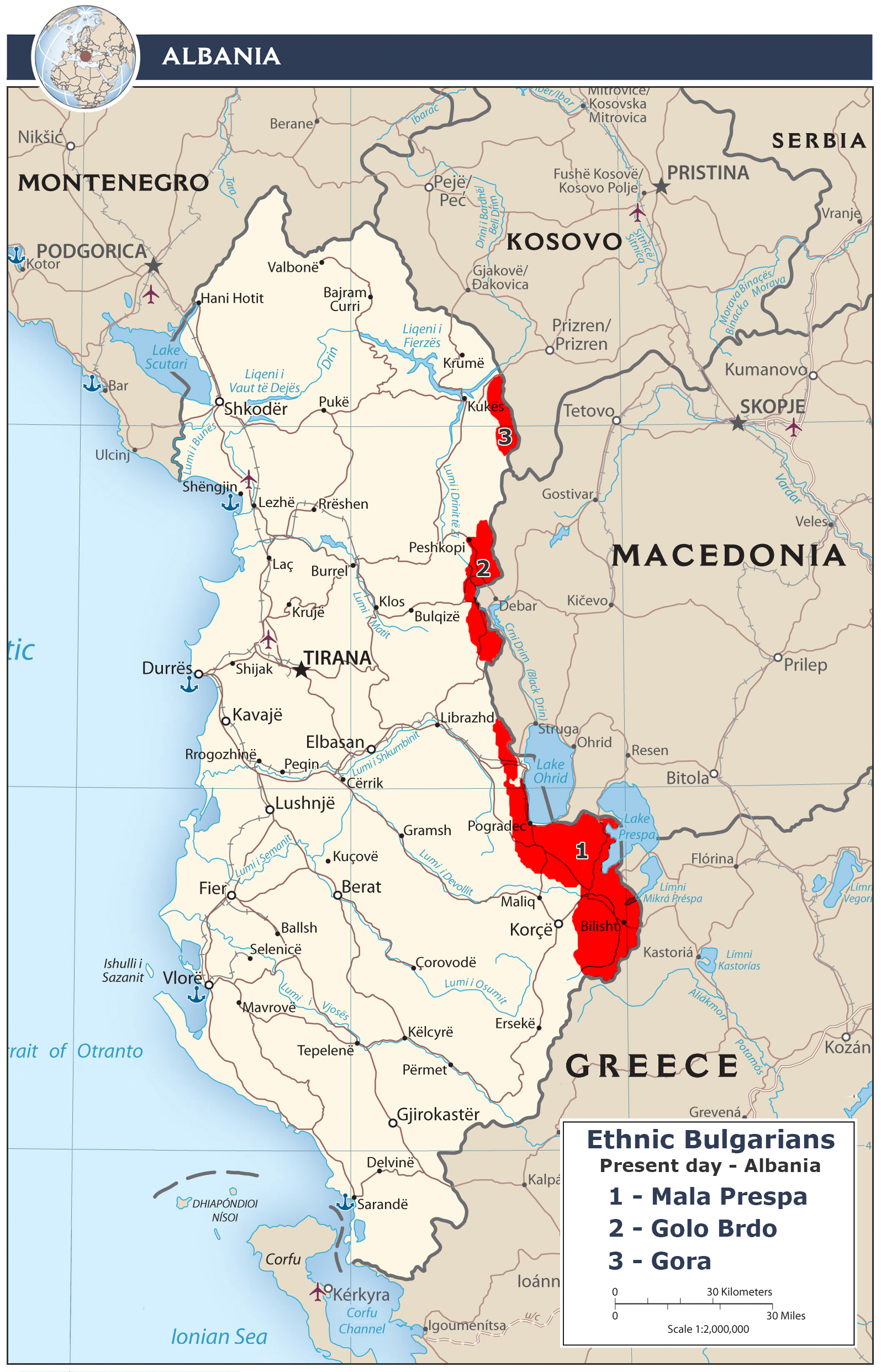
Principales zones à population bulgare : Mala Prespa, Gollobordë et Gora

Les Bulgares d'Albanie sont une minorité ethnique d'Albanie officiellement reconnue par le gouvernement albanais depuis le 12 octobre 2017. Lors du recensement de 2023, le premier depuis la reconnaissance de la minorité, 7057 personnes se sont déclarées comme Bulgares, faisant d'eux la troisième minorité du pays après les Grecs et les Roms,. Ces chiffres ne sont cependant pas parfaitement représentatifs, puisque l'auto-identification ethnique des Slaves d'Albanie varie en fonction des régions et des époques. Ainsi, en 2023, 2281 personnes se sont déclarées comme Macédoniens ethniques.

## Histoire
Le territoire de l'actuelle Albanie a fait partie de Bulgarie pendant de nombreux siècles au Moyen Âge. La région de Kutmichevitsa est le principal centre culturel et éducatif du Premier Empire bulgare. À Durrës, dans le nord de l'Albanie, est né Jean Coucouzèle, l'un des musiciens les plus éminents de l'Europe médiévale, et où il a écrit sa célèbre œuvre Éloge de la bulgare, dédiée à sa mère. Au cours des XVIIIe et XIXe siècles, la majorité des Bulgares de la région se sont convertis à l'islam, bien qu'il reste des Bulgares chrétiens, notamment dans la région de Gollobordë (en). Cette conversion s'explique par les différentes restrictions imposées aux non-musulmans dans l'Empire ottoman et par les forts impôts tels que le haraç et le devshirmé.
Dans l'entre-deux-guerres, la Bulgarie développe une activité diplomatique active pour la reconnaissance des Bulgares d’Albanie comme minorité nationale. Après le coup d'état communiste de 1944, les intérêts de la République populaire de Bulgarie deviennent totalement opposés, puisque la collaboration avec la Yougoslavie implique le soutien au mouvement macédoniste. La Bulgarie va alors commencer à promouvoir la propagation forcée de l'identité macédonienne ethnique au sein des Bulgares de Macédoine et des Bulgares d'Albanie. Sous le règne d'Enver Hoxha, les Bulgares d'Albanie sont donc totalement délaissés par Sofia et déclarés prioritaires par Skopje, qui va les placer au centre de sa politique de propagande internationale.
La Bulgarie ne reviendra sur ses positions de protection des Bulgares d'Albanie que petit-à-petit après la rupture Tito-Staline en 1948 et surtout après la chute du mur en 1989.

## Situation
Les régions d'Albanie ayant une population bulgare compacte sont Mala Prespa, Gollobordë (en) et Gora, situés le long de la frontière avec la Macédoine du Nord. Un nombre important de Bulgares issus de l'exode rural vivent également dans les villes d'Elbasan (4000 à 12 000), Tirana (3000 à 4000), Durrës (2000 à 3000) et Peshkopia (environ 1000 personnes).
Les Gorani, une communauté pomaque habitant la région de Gora, principalement au Kosovo mais aussi en Albanie sont présents dans 9 villages, dont le plus grand est Shishtavec et comptent environ 7500 membres. En plus de ces villages, d'autres villages le long du fleuve Drin sont peuplés de Gorans, mais majoritairement albanisés.
Une important concentration d'immigrés bulgares de la région de Gollobordë existe dans différents quartiers de la capitale Tirana : "Kodra e Priftit" (Popovo Bărdo), "Dogana", "Ali Demi", "Aliyas" et "Kinostudio".

## Culture
Des organisations bulgares existent en Albanie :
- la Société culturelle Ivan Vazov (bg) à Tirana (depuis 1999) ;
- la Société "Prospérité Gollobordë" (bg) à Tirana (depuis 2000) ;
- le Club d'amitié et de coopération du 24 mai à Tirana (depuis 2008) ;
- la Société des Bulgares en Albanie (depuis 2019).

## Reconnaissance de la minorité bulgare en Albanie
La minorité bulgare est restée pendant longtemps la seule minorité historique d'Albanie non reconnue. Elle a été longuement soumise à la propagande du pouvoir yougoslave de Tito, qui, outre en Macédoine du Vardar, tente d'imposer une identité macédonienne ethnique en Macédoine du Pirin, en Grèce du Nord et en Albanie avec le soutien soviétique de 1945 à 1948 puis sans jusqu'à l'éradication quasi-totale de l'identité bulgare dans l'actuelle Macédoine du Nord. La première reconnaissance d’une communauté bulgare en Albanie remonte à 1921. 
En 1932, conformément à une résolution votée par la deuxième Conférence balkanique à Istanbul, la Bulgarie et l'Albanie ont signé un protocole final stipulant que la délégation albanaise reconnaissait l'existence d'une minorité bulgare en Albanie. En raison d’un changement de gouvernement et de l’imminence d’une guerre mondiale, la résolution n’a jamais été ratifiée. La question est posée sans cesse depuis lors.
Parmi les questions qui revêtent un caractère sensible pour la partie bulgare et pour les relations bilatérales figurait la question des droits des personnes d’origine ethnique bulgare. En Albanie, jusqu'en 2017, seules trois minorités nationales étaient officiellement reconnues (grecque, macédonienne ethnique et serbo-monténégrine), ainsi que deux minorités ethnolinguistiques : les Roms et les Aroumains. Cette situation défavorable pour la Bulgarie crée des avantages significatifs par rapport à la Macédoine du Nord, qui mène depuis des années une politique ciblée d'affirmation de la thèse du « caractère macédonien » de la population d'origine bulgare en Albanie, comme elle le fait chez les autres communautés bulgarophones de Macédoine.
Les Bulgares d’Albanie qui ont préservé leur identité ethnique sont un témoignage important de la vérité sur le passé historique du pays, ainsi que sur la région géographique de la Macédoine.
Il y a trois raisons principales pour lesquelles la communauté bulgare a pris tant de temps à être reconnue :
- Contrairement à d’autres communautés, qui sont compactes, la communauté bulgare est principalement dispersée dans trois régions différentes qui ne sont pas reliées entre elles. Il s’agit de Gollobordë, Gora et Mala Prespa, dont la population est dispersée dans de petits villages, dans certaines des régions orientales les plus pauvres de l’Albanie ;
- L'Albanie a longtemps été proche des autres pays communistes, notamment de la Yougoslavie, ce qui rendait donc complexe la reconnaissance d'une minorité bulgare dans un contexte ethnique tendu en Macédoine, avec la propagation massive et forcée de l'identité macédonienne ethnique par le régime yougoslave ;
- La communauté bulgare est diversifiée sur le plan religieux. À Prespa, les chrétiens orthodoxes prédominent, en Gora, la population est majoritairement musulmane, tandis qu'en Gollobordë, la population est mixte. Ces facteurs ont contribué au statut spécifique de la communauté bulgare en Albanie, considérée comme une communauté en danger, renforçant son besoin de soutien et de reconnaissance de l’État.
Le 15 février 2017, le Parlement européen, pour la première fois dans ses rapports annuels sur le progrès de l'Albanie, appelle à la reconnaissance d'une minorité bulgare dans le pays. Les députés européens Andrey Kovachev et Angel Djambazki apportent le soutien nécessaire aux amendements importants apportés au rapport, qualifié d'historique aussi bien pour la Bulgarie que pour l'Albanie.
Le texte officiel du rapport adopté se lit : « Note que des efforts supplémentaires sont nécessaires pour protéger les droits de toutes les minorités en Albanie, par la pleine mise en œuvre de la législation pertinente ;
recommande que les droits des personnes d'origine ethnique bulgare dans les régions de Prespa, Gollobordë et Gora soient inclus dans la législation et garantis dans la pratique. »
Le 12 octobre 2017, le Parlement albanais adopte un amendement à la loi sur la protection des minorités, avec lequel l'Albanie reconnaît officiellement la minorité bulgare,.

## Macédonisme
Après la fin de la Seconde Guerre mondiale, en échange de l'assurance des droits de la minorité albanaise en Macédoine du Vardar, Tito a exigé de Enver Hoxha la déclaration des Bulgares d'Albanie comme minorité macédonienne ethnique et de commencer leur assimilation, réalisée principalement avec l'aide du régime yougoslave et, après 1991, avec l'assistance de la Macédoine du Nord. En 1969, l'ancien ministre de l'Éducation albanais, Rexhep Krasniqi, publie un article sur sa patrie dans Aken News, un organisme des peuples européens opprimés, dans lequel les Bulgares sont reconnus parmi les minorités ethniques d'Albanie. Après la chute du socialisme en Albanie, les Bulgares indigènes ont commencé à créer leurs propres organisations et associations, mais n'ont reçu de soutien de la part de la Bulgarie qu'à partir des années 2010.
Aujourd'hui, les organisations nationalistes macédoniennes nient la présence de Bulgares en Albanie et présentent l'autodétermination bulgare comme provoquée par le seul désir d'obtenir un passeport bulgare, permettant la libre circulation dans l'UE depuis 2007 et dans l'espace Schengen depuis 2025, même si les habitants des régions avec une population bulgare ne se sont jamais déclarés Grecs, bien que le passeport grec offre les mêmes opportunités, étant donné que la Grèce est membre de l'UE depuis 1981 et de l'espace Schengen depuis 2000 et permet même l'entrée aux États-Unis sans visa.

## Enseignement
Il existe trois écoles bulgares sur le territoire albanais : l'école du dimanche "Hristo Botev" à Tirana, ainsi que deux écoles à Korça et Bilishta.